# Keilschwanzmilan
Der Keilschwanzmilan (Haliastur sphenurus) auch Keilschwanzweih ist eine mittelgroße Greifvogelart aus der Familie der Habichtartigen, die in Neuguinea und Australien beheimatet ist. Die sandbraun bis rotbraun gefiederte Art ernährt sich vorwiegend von Aas und Wirbeltieren und besiedelt in den Tropen und Subtropen eine große Bandbreite unterschiedlicher Lebensräume. Sie fehlt nur in Regionen mit sehr dichtem Waldbestand. Während der Brutzeit ist der Keilschwanzmilan scheu und lebt einzelgängerisch oder in Paaren.
Die IUCN stuft die Bestandssituation des Keilschwanzmilans als ungefährdet (least concern) ein. Es werden keine Unterarten unterschieden.

## Merkmale
Der Keilschwanzmilan erreicht eine Körperlänge von 50 bis 60 Zentimeter und hat eine Spannweite von 120 bis 145 Zentimeter. Männchen wiegen durchschnittlich 700 Gramm, die Weibchen sind mit 850 Gramm deutlich schwerer. Er hat einen kräftigen, leicht untersetzten Rumpf, kleinen Kopf, relativ kurzen und breiten Flügel, einen mittellangen, gerundeten Schwanz und kurze, aber kräftige Beinen und Zehen.

### Adulte Vögel

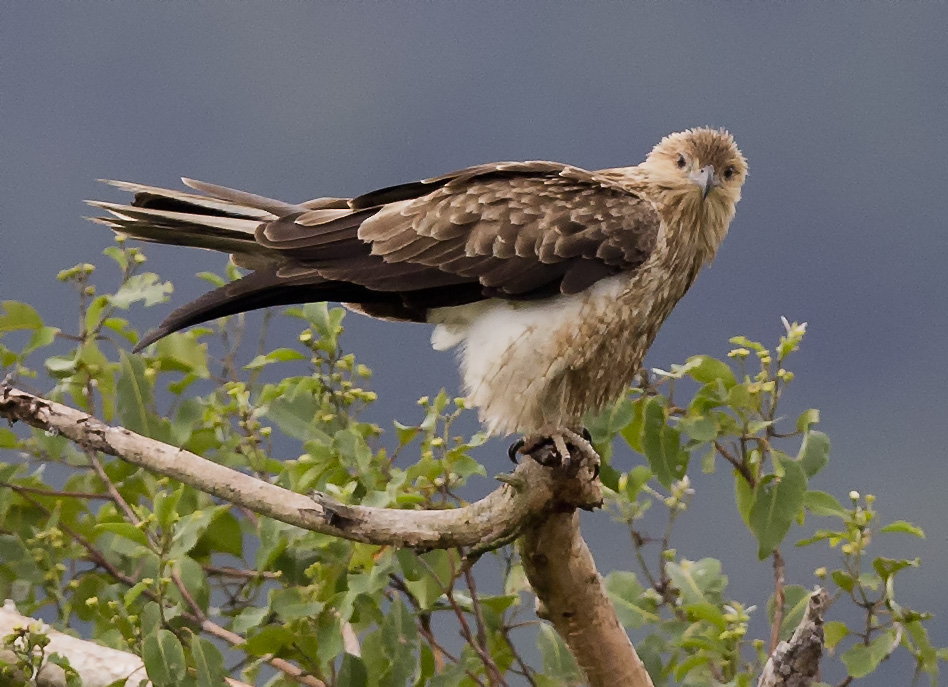

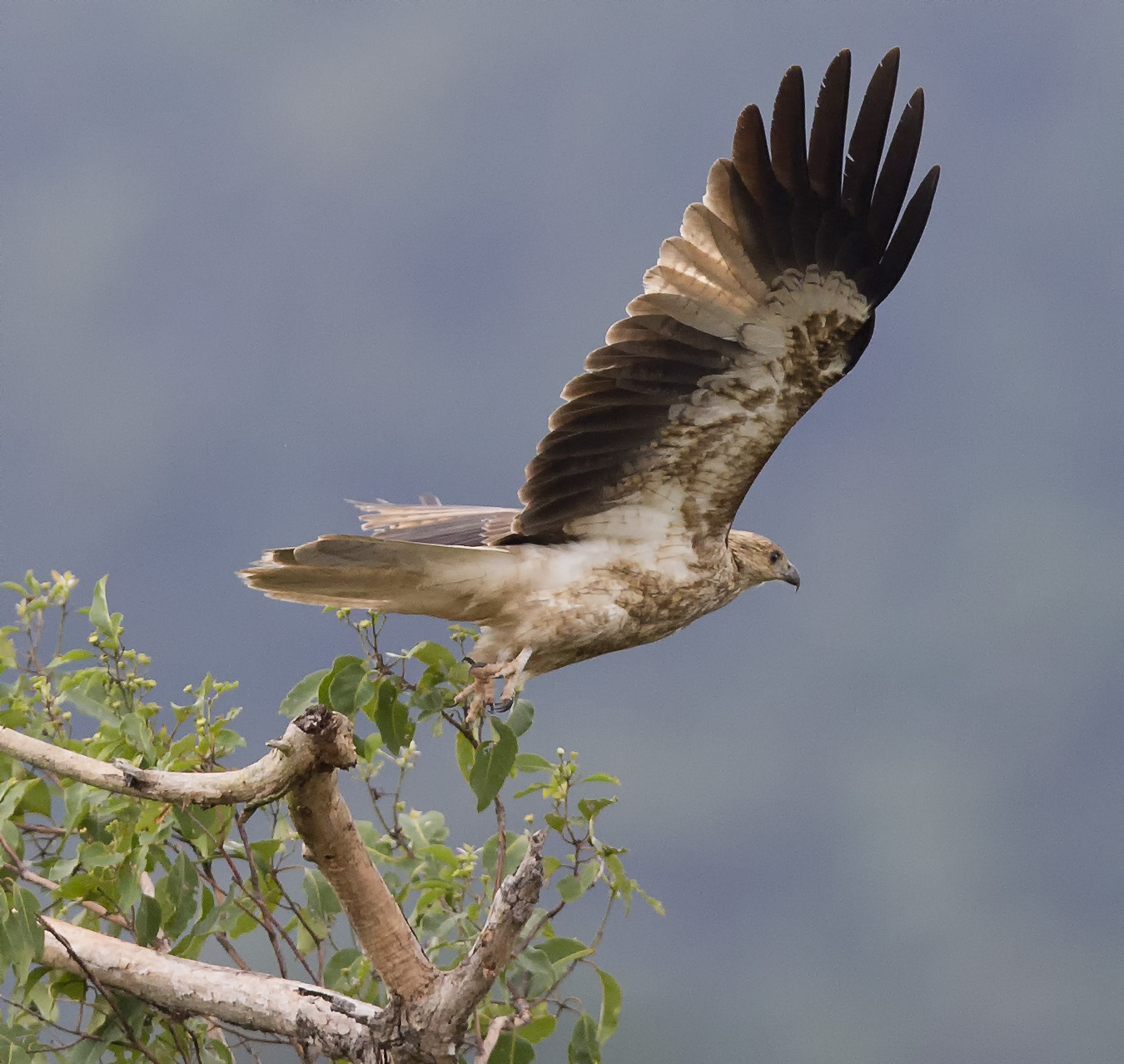

Adulte Keilschwanzmilane haben einen sandbraunen Kopf und Unterkörper mit einer dichten Strichelung. Auf dem Bauch geht die Strichelung in eine dunkelbraune Fleckung über. Der Bürzel und die Unterschwanzdecken sind etwas blasser als die übrige Körperunterseite und fast ohne Abzeichen. Auf der Körperoberseite sind die kleinen Flügeldecken und die Schultern ebenfalls sandbraun, die übrigen Flügeldecken und die Schwingen sind schwarz. Die übrige Körperoberseite ist dunkelbraun. Die Oberschwanzdecken und das Schwanzgefieder ist blass braungrau, auf den Schwanzfedern findet sich ein diffuses schwarzes Endband. Kur vor der Mauser, wenn das Gefieder stark abgetragen ist, sind die Vögel etwas heller. Während der Mauser, wenn die Vögel ein teils altes und teils neues Gefieder haben, wirken sie gefleckt.
Der Schnabel ist dunkelgrau, die Wachshaut ist ebenfalls von grauer Farbe. Die Iris ist dunkelbraun, die Beine und Füße sind cremefarben.

### Jungvögel
Jungvögel haben ein ähnliches Gefieder wie die adulten Vögeln. Bei ihnen ist die Strichelung auf Kopf und vorderer Körperunterseite jedoch ausgeprägter. Auf der Körperoberseite wirken sie dagegen dunkler. Der Kontrast zwischen den helleren Schultern und den Flügeldecken ist bei ihnen weniger ausgeprägt. Auf den Flügeldecken, dem Bürzel und den Oberschwanzdecken haben sie cremefarbene bis rötlich braune Flecke. Die Steuerfedern sind schmal blass gefärbt.

## Verwechslungsmöglichkeiten
Der Keilschwanzmilan kann bei Feldbeobachtungen mit sehr hellen Kaninchenadlern oder Jungvögeln der zur gleichen Gattung gehörenden Brahmanenmilan verwechselt werden. Im Vergleich zu beiden Arten ist der Körper des Keilschwanzmilans kräftiger und die Flügel im Verhältnis zur Körpergröße kürzer und schmäler. Auch das Schwanzgefieder ist im Vergleich zur Gesamtlänge kürzer, was beim Keilschwanzmilan in der Summe zu einem kompakteren Erscheinungsbild führt. Die Körperoberseite des Keilschwanzadlers ist außerdem deutlich rötlich-brauner mit einem geringeren Kontrast zu den schwärzlichen Schwingen und dem Schwanzgefieder.

## Verbreitungsgebiet

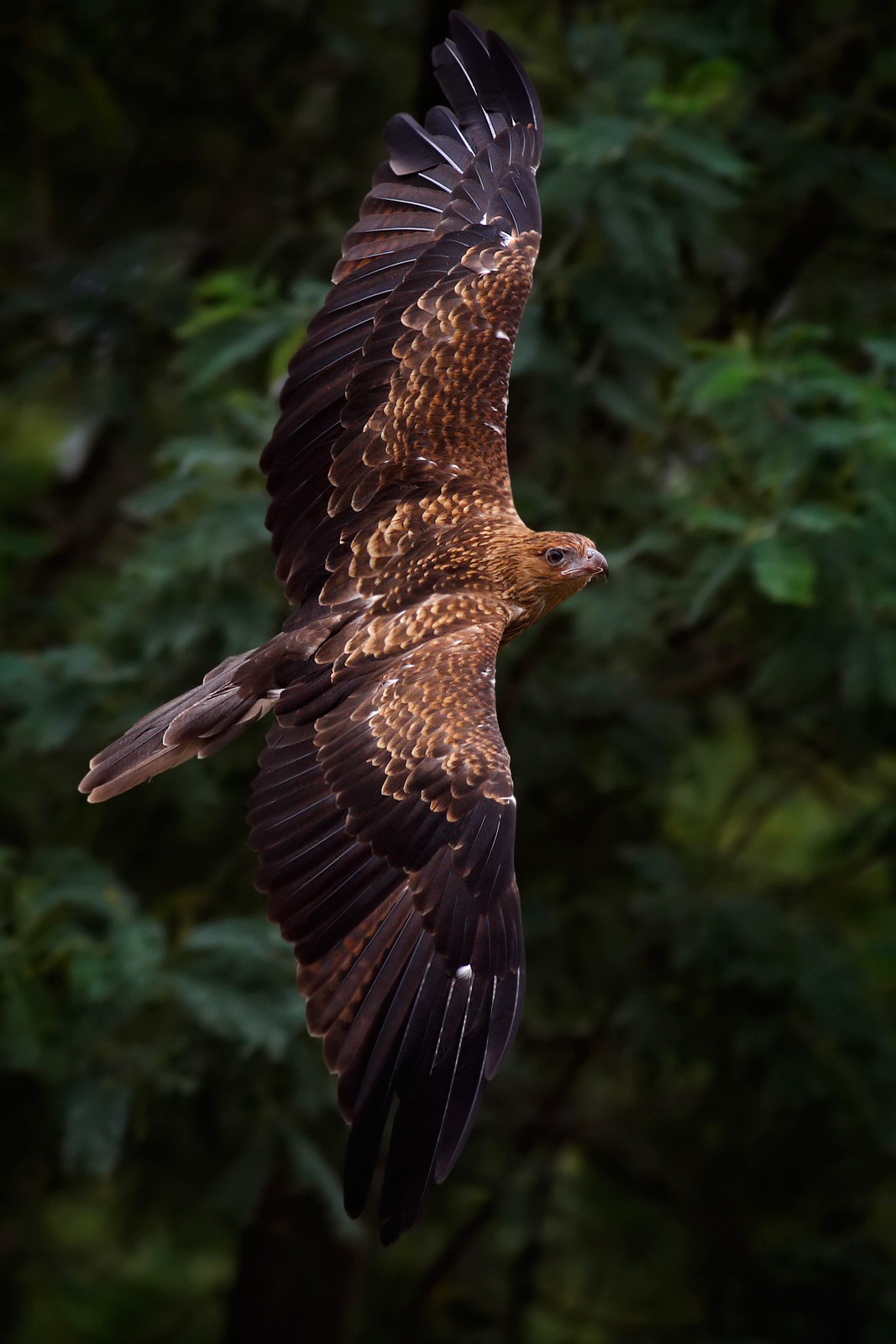

Das Verbreitungsgebiet des Keilschwanzmilans erstreckt sich von der Cenderawasih-Bucht im Westen Neuguineas bis zur Goodenough-Insel in der Salomonensee vor der Ostküste Neuguineas. Zum Verbreitungsgebiet gehören auch die Salomonen östlich von Neuguinea und Neukaledonien vor der australischen Nordostküste.
In Australien ist der Keilschwanzmilan eine sehr weit verbreitete Art. Er fehlt lediglich in Teilen der Großen Sandwüste. der Nullarbor-Wüste, der Großen Victoria-Wüste und der Gibsonwüste. Die Bestandszahlen variieren in Abhängigkeiten der Gegebenheiten des jeweiligen Verbreitungsgebietes. So ist er in der Flinderskette, auf der Eyre-Halbinsel, am Lake Torrens und im Südwesten des Bundesstaates Western Australia vergleichsweise selten. Auf Tasmanien ist der Keilschwanzmilan gleichfalls sehr selten.
Der Keilschwanzmilan ist in seinem gesamten Verbreitungsgebiet ein Brutvogel. Die Populationen im Südosten und Osten von Australien sind Zugvögel, die anderen australischen Populationen dagegen in der Regel Standvögel. Während des Winterhalbjahres nehmen die Populationen im Südosten und Südwesten zu. Einzelne Individuen durchstreifen außerdem nomadisch ein sehr großes Gebiet.

## Lebensraum
Der Keilschwanzmilan ist in einer großen Bandbreite von Lebensräumen der Tropen, Subtropen und der gemäßigten Klimazone anzutreffen. Er fehlt lediglich in sehr dichten Waldgebieten und ist häufig in der Nähe von Wasser zu beobachten. In Australien reicht seine Höhenverbreitung von den Tiefebenen bis in Höhenlagen von 1400 m in den Hochplateaus von New South Wales.
Zu den typischen Lebensräumen gehören offene Waldgebiete, Agrarlandschaften und Feuchtgebiete sowohl im Innenland als auch an der Küste. In Australien ist der Keilschwanzmilan fast auf dem gesamten Kontinent anzutreffen. Er fehlt lediglich in Wüstenregionen, die kaum Niederschlag aufweisen. Er besiedelt aber die Mallee und arideres Buschland, das locker mit Büschen und einzelnen Bäumen bestanden ist. Der Keilschwanzmilan zählt zu den Arten, die von dem Abholzen von Wäldern profitieren. Er ist allerdings darauf angewiesen, dass ihm einzelne hohe Bäume als Neststandort dienen können. Er ist in Australien deswegen auch häufig auf Agrarflächen anzutreffen. Die Einrichtung von Wasserstellen in Australien im Rahmen der im 20. Jahrhundert erfolgten Ausdehnung der Agrarflächen hat vermutlich dazu geführt, dass er sein Verbreitungsgebiet weiter ins Innere Australiens ausdehnen konnte. Negativ wirkt sich dagegen eine Trockenlegung von Feuchtgebieten aus, so dass in Regionen, in denen dies erfolgt ist, die Bestandszahlen zurückgehen. Es gibt verschiedene Berichte vom Beginn des 20. Jahrhunderts, die darauf schließen lassen, dass Keilschwanzmilanen früher in weit größerer Zahl vorkamen.

## Allgemeine Lebensweise

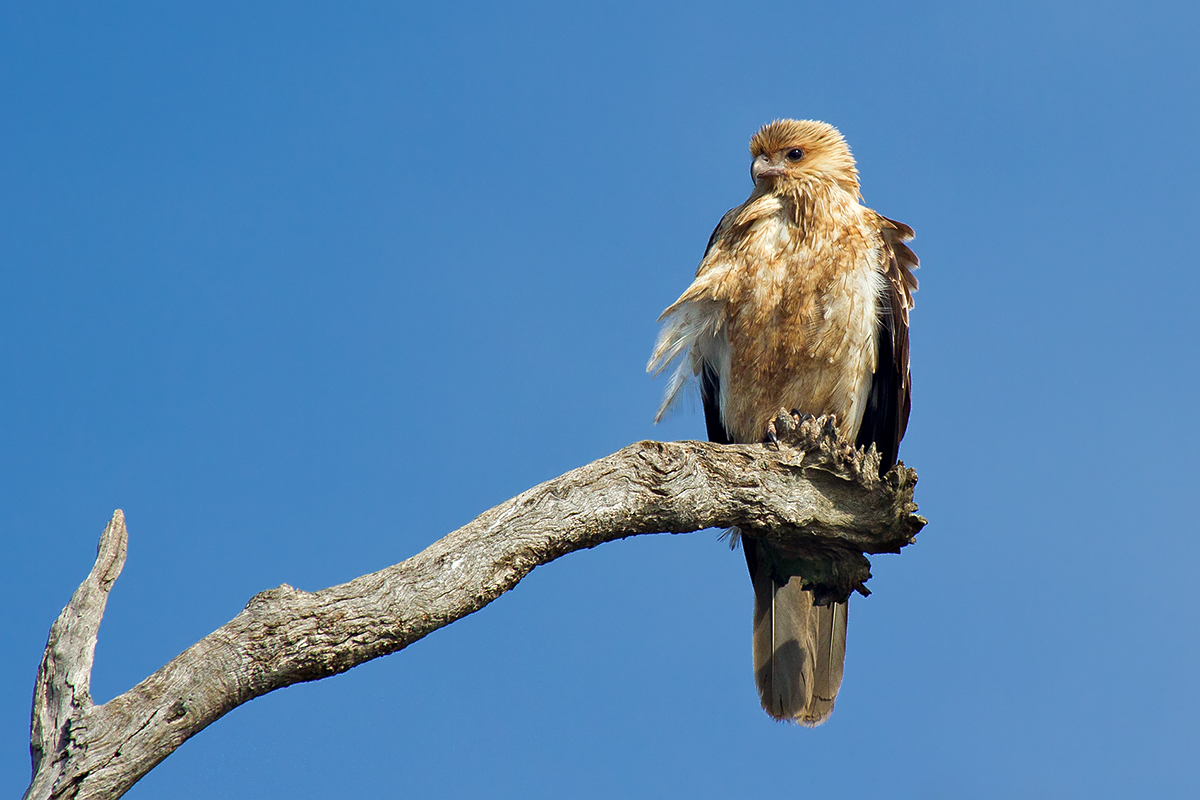

Der Keilschwanzmilan lebt einzelgängerisch oder in Paaren. Größere Ansammlungen von Vögeln dieser Art sind vor allem dann zu beobachten, wenn es ein sehr reichliches Nahrungsangebot gibt. Vereinzelt versammeln sich aber auch mehrere Keilschwanzmilanen an gemeinsamen Ruheplätzen. Aus dem Beginn des 20. Jahrhunderts gibt es allerdings aus Australien Berichte, dass sich jährlich zu Beginn der Brutzeit größere Trupps an Keilschwanzmilanen für zwei oder drei Wochen versammelten und diese Ansammlungen dann paarweise verließen. Beobachtungen jüngeren Datums für dieses Verhalten liegt nicht vor.
Ein typisches Verhaltensmerkmal ist ein gemächliches Gleiten über Baumwipfeln oder in niedriger Höhe über Farmgebäuden, Weiden oder Gewässern. Er sitzt häufig in einer sehr charakteristischen, steil aufgerichteten Körperhaltung auf exponierten Ästen in Gewässernähe oder an Waldlichtungen. Auch auf Bootsmasten ist er regelmäßig zu beobachten.
Keilschwanzmilane werden von einigen Vogelarten gemobbt. Zu den Arten, die dieses Verhalten zeigen, zählen Habichtfalke, Maskenkiebitz, Flötenvogel, Dickschnabel-Würgerkrähe, mehrere Krähenarten und der Gelbstirn-Schwatzvogel.

## Nahrung

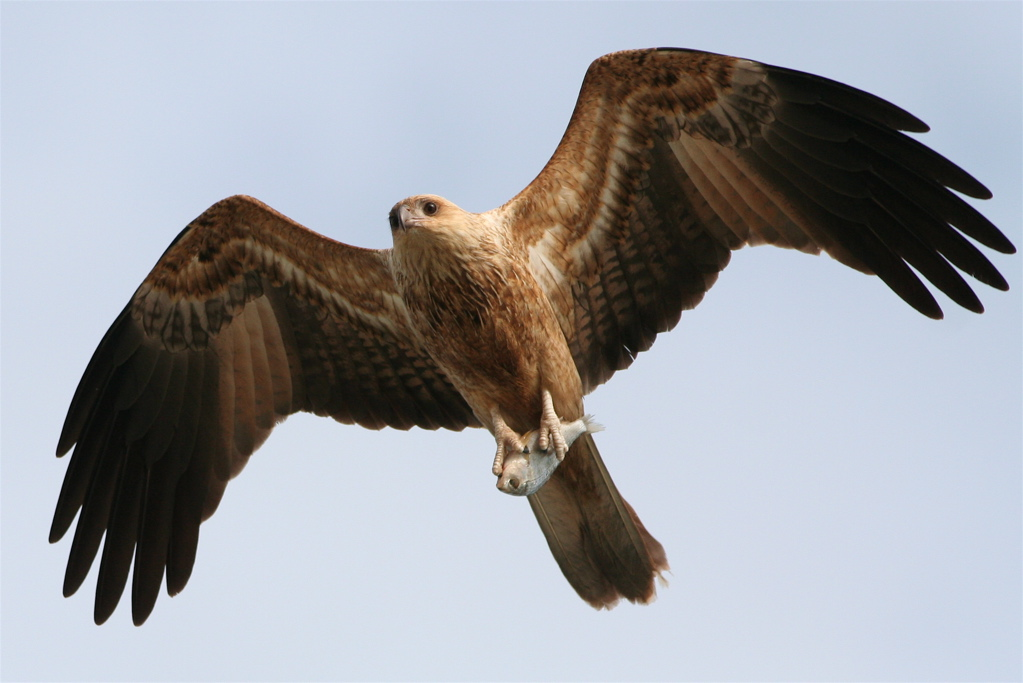
Keilschwanzmilan mit totem Fisch

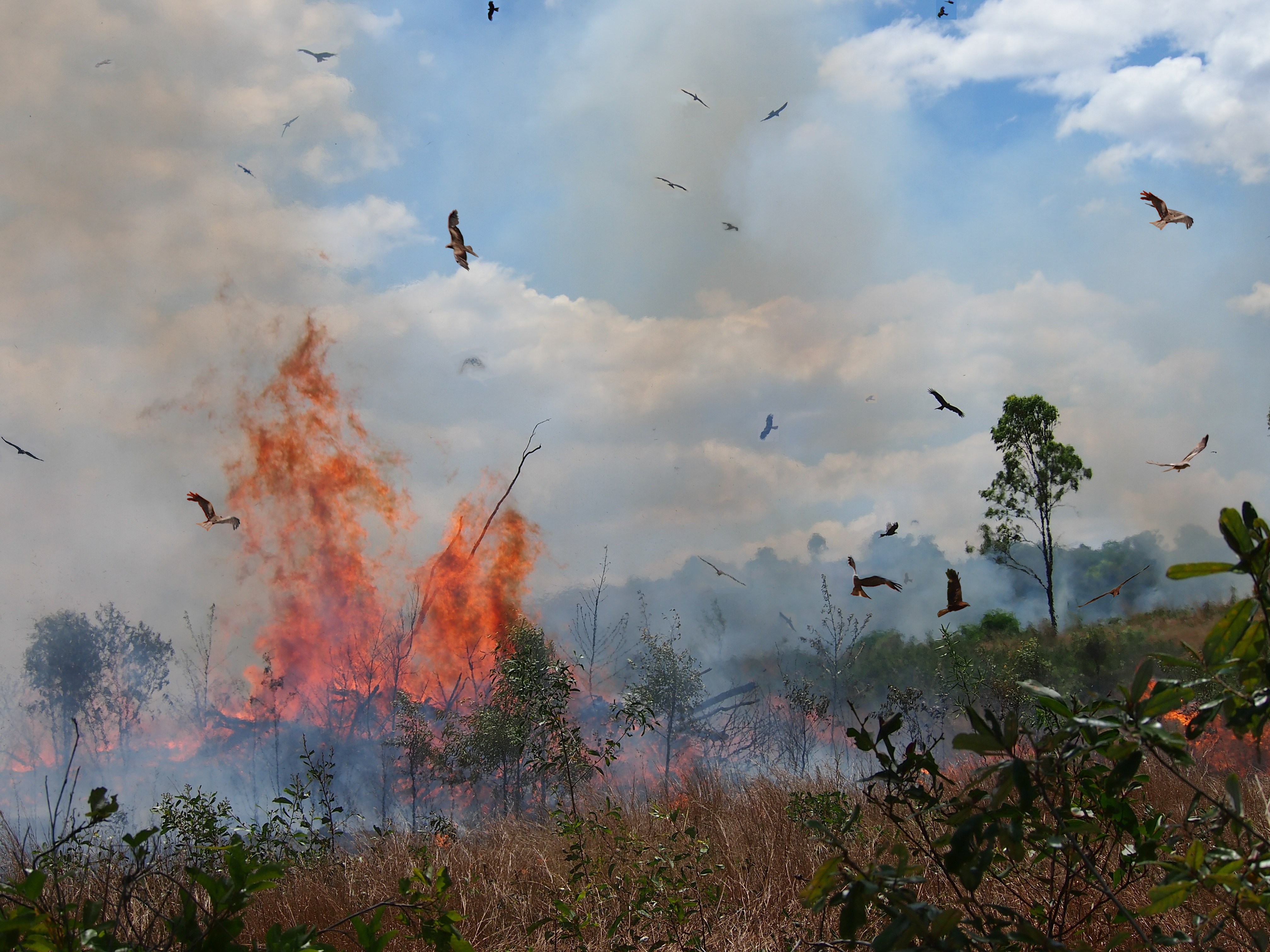
Schwarzmilane und Keilschwanzmilane kreisen über einem Buschfeuer, Mount-Etna-Caves-Nationalpark

Der Keilschwanzmilan ist ein opportunistischer Allesfresser, der normalerweise in höherer Flughöhe nach Beutetieren Ausschau hält. Während Fangflügen fliegt er häufig in einer Höhe von 15 Metern über dem Erdboden. Gelegentlich scheucht er Beutetiere auf, indem er sich im Sturzflug herabfallen lässt. Lebende Wirbeltiere tötet er dann mit seinen Krallen. Gelegentlich jagt er allerdings auch von Ansitzwarten aus. Beutetiere bis zu einem Gewicht von 240 Gramm kann er wegtragen, andere Beute frisst er auf dem Boden. Fische fängt er, indem er sich im Sturzflug bis 20 Zentimeter oberhalb der Wasseroberfläche fallen lässt und dann den Fisch mit seinen Krallen greift. Den Fisch frisst er dann entweder im Flug oder trägt ihn zu einer nahe gelegenen Ansitzwarte. Die Haut von Kängurus ist zu zäh, um von ihm geöffnet werden zu können. Dagegen ist er in der Lage, Kaninchen aufzureißen. In den Fällen, in denen sich bestimmte Beutetiere wie Mäuse oder Heuschrecken stark vermehren, stellt er seine Nahrungssuche auf diese reichlich vorhandenen Beutetiere um. In einigen Gebieten des Kakadu-Nationalparks stellen junge Spaltfußgänse am Ende der Regenzeit den größten Teil seiner Nahrung dar.
Wie andere Greifvögel folgen Keilschwanzmilane den Brandfronten von Wald- und Steppenbränden, um die fliehenden oder bereits verendeten Tiere aufzusammeln. Gelegentlich transportieren sie brennende Zweige, um durch die Verbreitung der Brände Beute machen zu können.
Artgenossen und anderen großen Vogelarten jagt er auch Beute ab. Zu den Vögeln, die er um ihre Beute beraubt, gehören Silberreiher, Kaninchenadler, Schwarzmilan, Sumpfweihe, Habichtfalke und Gesellschaftskrähe (Corvus mellori). Er ist auch in der Lage, Dingos von ihrer Beute zu verjagen. Gegenüber Schwarzmilanen ist er insbesondere auf dem Erdboden durchsetzungsfähiger. Dagegen können sich Schwarzmilane im Flug gegen den Keilschwanzmilan durchsetzen.
Der Keilschwanzmilan frisst außerhalb der Brutzeit sehr häufig Aas, er findet sich deswegen auch häufiger auf Schlachthöfen ein. Auf der Wasseroberfläche schwimmende tote Fische greift er im Flug von der Wasseroberfläche. Dort, wo sich Aas findet, können sich größere Zahlen von Keilschwanzmilanen einfinden. In Einzelfällen wurden schon mehrere Dutzend Keilschwanzmilane an Aas beobachtet. Er ist in großer Anzahl auch in der Nähe von Müllhalden zu finden oder findet sich ein, wenn Buschfeuer oder frisch gepflügte Ackerflächen eine größere Zahl von Beutetieren aufscheucht.

## Fortpflanzung
Die Fortpflanzungsbiologie des Keilschwanzmilans ist noch nicht abschließend untersucht. Die bisherigen Erkenntnisse wurden zu einem großen Teil durch in Gefangenschaft gehaltenen Vögeln gewonnen.
Der Keilschwanzmilan ist mit großer Sicherheit ein monogamer Vogel. Es gibt jedoch keine Erkenntnisse, wie lange die Paarbindung jeweils besteht. In Mallacoota wurden ein Paar jedoch ganzjährig in der Nähe ihres Nistplatzes beobachtet, was auf eine längere Paarbindung hindeutet. Die Brutzeit fällt im Süden von Australien in den Zeitraum von Juli bis Januar, im Norden Australiens dagegen in den Zeitraum von März bis Oktober.

### Brutrevier und Nest

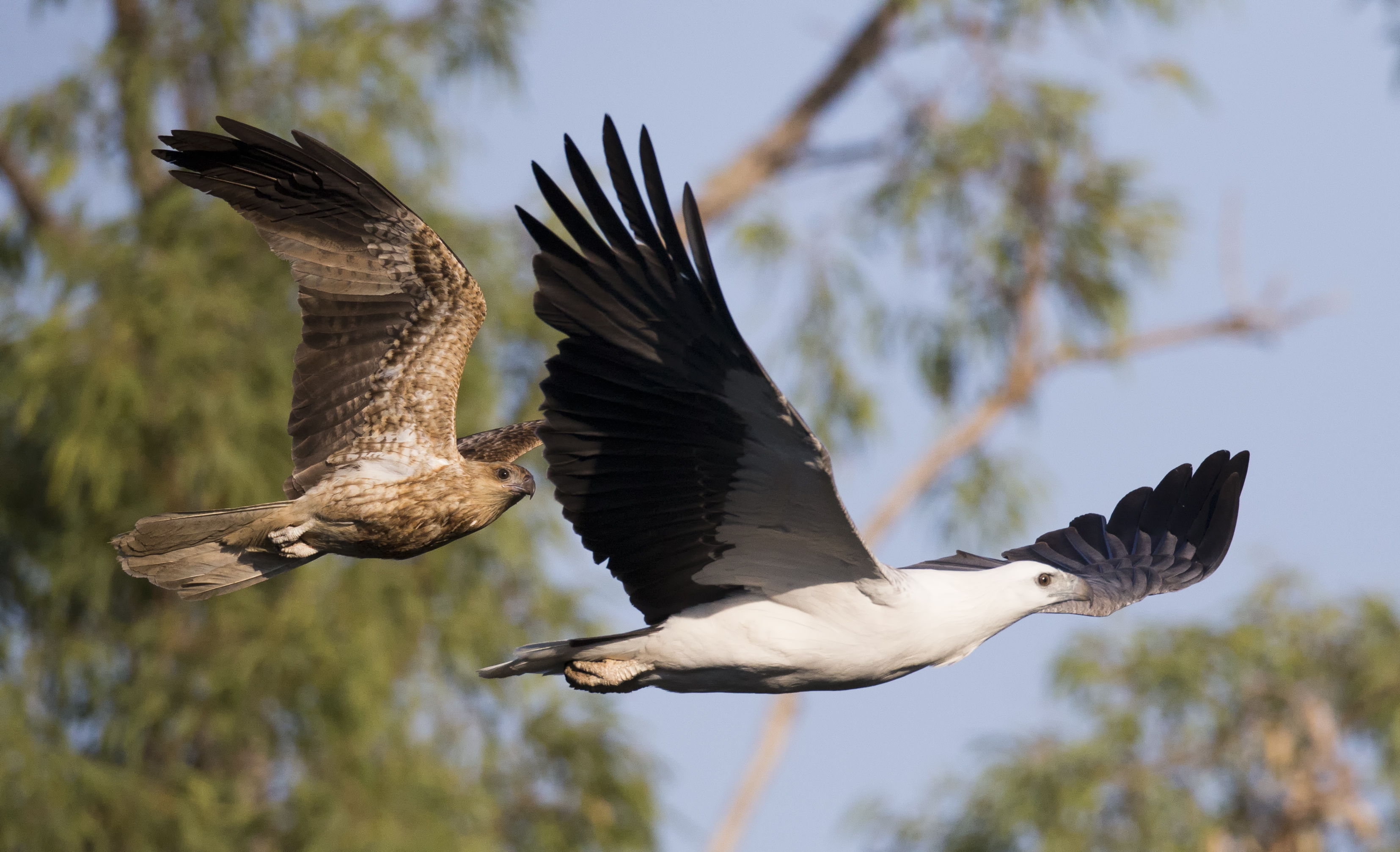
Ein Keilschwanzmilan vertreibt einen Weißbauch-Seeadler aus seinem Brutrevier

Als Nistbaum nutzt der Keilschwanzmilan in Überflutungszonen einzeln stehende hohe Bäume. In ariden Regionen befindet sich sein Nistbaum häufig in der Nähe von künstlichen oder natürlichen Wasserstellen. Beide Elternvögel sind am Bau des Nestes beteiligt.
Das Brutrevier wird insbesondere zu Brutbeginn energisch gegenüber Artgenossen und anderen Vogelarten verteidigt. Nach Beobachtungen wurden insbesondere Krähen und Weißbauch-Seeadler nicht in der Nähe des Nestes geduldet. Angegriffen werden jedoch auch Füchse, Hunde sowie der Jägerliest.
In einigen Regionen, die sehr gute Lebensraumbedingungen bieten, sind die Nester einzelner Paare weniger als ein Kilometer voneinander entfernt. Typischer sind jedoch weit größere Entfernungen. In der Nähe von Sydney betrug der Nestabstand 8 Kilometer, in der Region um die Stadt Mildura am Murray River dagegen 4,6 Kilometer. Es gibt aber insbesondere aus dem Beginn des 20. Jahrhunderts Berichte, dass in Regionen mit einer sehr großen Anzahl von Keilschwanzmilanen diese auch kolonienartig brüteten.

### Aufzucht der Nestlinge
Das Gelege umfasst ein bis drei Eier, typisch ist eine Gelegegröße von zwei Eiern. Beide Elternvögel brüten, der Anteil des Weibchens am Brutgeschäft ist jedoch etwas größer. In Gefangenschaft beträgt die Brutdauer 35 Tage, Freilandbeobachtungen legen 38 bis 40 Tage nahe. Beide Elternvögel füttern und hudern die Jungvögel. In Gefangenschaft herangewachsene Nestlinge waren zwischen dem 47. und dem 52. Lebenstag flügge.

## Trivia
Sowohl brütende Weibchen des Graulaubenvogels als auch Männchen in der Nähe ihrer Laube ahmen die Rufe des Keilschwanzmilans nach, die zu ihren Fressfeinden zählen. Auch der zur selben Familie gehörende Tropfenlaubenvogel ahmt die Rufe des Keilschwanzmilans nach.

## Einzelbelege
1. 1 2  Handbook of the Birds of the World zum Keilschwanzmilan, aufgerufen am 29. April 2017
2. 1 2 3  Higgins (Hrsg.): Handbook of Australian, New Zealand & Antarctic Birds. Band 2, S. 71.
3. 1 2 3 4 5 6  Higgins (Hrsg.): Handbook of Australian, New Zealand & Antarctic Birds. Band 2, S. 72.
4. 1 2 3 4 5  Higgins (Hrsg.): Handbook of Australian, New Zealand & Antarctic Birds. Band 2, S. 75.
5. 1 2  Higgins (Hrsg.): Handbook of Australian, New Zealand & Antarctic Birds. Band 2, S. 76.
6. 1 2 3 4 5  Higgins (Hrsg.): Handbook of Australian, New Zealand & Antarctic Birds. Band 2, S. 74.
7. ↑  Mark Bonta, Robert Gosford, Dick Eussen, Nathan Ferguson, Erana Loveless: Intentional Fire-Spreading by “Firehawk” Raptors in Northern Australia. In: Journal of Ethnobiology. Band 37, Nr. 4, Dezember 2017, S. 700, doi:10.2993/0278-0771-37.4.700.
8. ↑  Mindy Weisberger: Burn, Baby, Burn: Australian Birds Steal Fire to Smoke Out Prey. 9. Januar 2018, abgerufen am 28. November 2020 (englisch).
9. 1 2  Higgins (Hrsg.): Handbook of Australian, New Zealand & Antarctic Birds. Band 2, S. 77.
10. 1 2  Higgins (Hrsg.): Handbook of Australian, New Zealand & Antarctic Birds. Band 2, S. 78.
11. ↑  Clifford B. Frith, Dawn. W. Frith: The Bowerbirds – Ptilonorhynchidae. Oxford University Press, Oxford 2004, ISBN 0-19-854844-3, S. 427
12. ↑  Clifford B. Frith, Dawn. W. Frith: The Bowerbirds – Ptilonorhynchidae. Oxford University Press, Oxford 2004, ISBN 0-19-854844-3, S. 419